# Silverstar
Silverstar is een Nederlandse familiefilm uit 2022 geregisseerd door Diede in 't Veld, naar een idee van Britt Dekker. De film is het vervolg op Whitestar uit 2019 en ging op 13 juli 2022 in première.

## Verhaal
De film volgt Megan, een aantal jaren na haar overwinning met Whitestar, die inmiddels haar eigen manege heeft. Whitestar heeft inmiddels een zoon gekregen; Silverstar. Tijdens een brand in de stal vlucht Silverstar het bos in waar hij gevonden wordt door de zestienjarige Esmee. De twee hebben meteen een goede klik met elkaar. Na de brand krijgt Megan hulp aangeboden van paardenhandelaar Carina, die achteraf niet te vertrouwen blijkt. Als Esmee Silverstar terug heeft gebracht bij de manege ontdekt ze dat er vreemde dingen gebeuren, maar niemand wil haar geloven. Om Silverstar te redden besluit ze om met het paard op de vlucht te slaan, waarna de twee moeten zien te overleven in de natuur.

## Rolverdeling
| acteur           | personage          |
| ---------------- | ------------------ |
| Britt Dekker     | Megan              |
| Wendy Ruijfrok   | Esmee              |
| Juvat Westendorp | Ben                |
| Bo Maerten       | Carina             |
| Anneke Blok      | Jenny              |
| Eliyha Altena    | Josh               |
| Bart Klever      | Gerrit             |
| Noah de Nooij    | Danny              |
| Lizzy van Dijk   | Belle              |
| Hugo Maerten     | vader van Carina   |
| Juda Goslinga    | koper              |
| Jeroen Dubbeldam | adviseur van koper |
| Matt Harnacke    | Eddy               |
| Kim Kötter       | dierenarts         |
| Esra de Ruijter  | verpleegkundige    |
| Urvin Monte      | brandweerman       |
| Jeroen den Boer  | politieagent       |
| Maikel Dekker    | politieagent       |

## Achtergrond
De film werd geregisseerd door Diede in 't Veld en geproduceerd door Edvard van 't Wout. Het scenario van de film werd geschreven door Michiel Peereboom naar een idee van Britt Dekker. De opnames van de film gingen in augustus 2021 van start. De film dient als vervolgfilm op de film Whitestar uit 2019, alleen Britt Dekker en Bart Klever hernamen hun rollen uit de vorige film. Andere nieuwe hoofdrollen waren onder anderen weggelegd voor Juvat Westendorp, Bo Maerten, Wendy Ruijfrok en Anneke Blok.
Silverstar ging op 13 juli 2022 in première. Iets meer dan twee maanden later, op 29 september 2022, werd de film bekroond met een Gouden Film voor het behalen van 100.000 bezoekers. Daarnaast werd de film voordat hij in Nederland in première ging al aan verschillende landen doorverkocht, waaronder Italië, Noord-Amerika, Latijns-Amerika en Oostenrijk.
In december 2022 maakte de film zijn debuut op streamingdienst Netflix. Na enkele dagen behaalde de film de top vijf van best bekeken films op de streamingdienst.

## Trivia
- Lizzy van Dijk, de op dat moment elfjarige dochter van actrice Wendy van Dijk heeft een kleine rol als Belle, de dochter van Megan.[8]
- Israel van Dorsten, een van de kinderen van Ruinerwold liep stage op de set tijdens de opnames.[9]